# Johann Nikolaus II. von Hagen

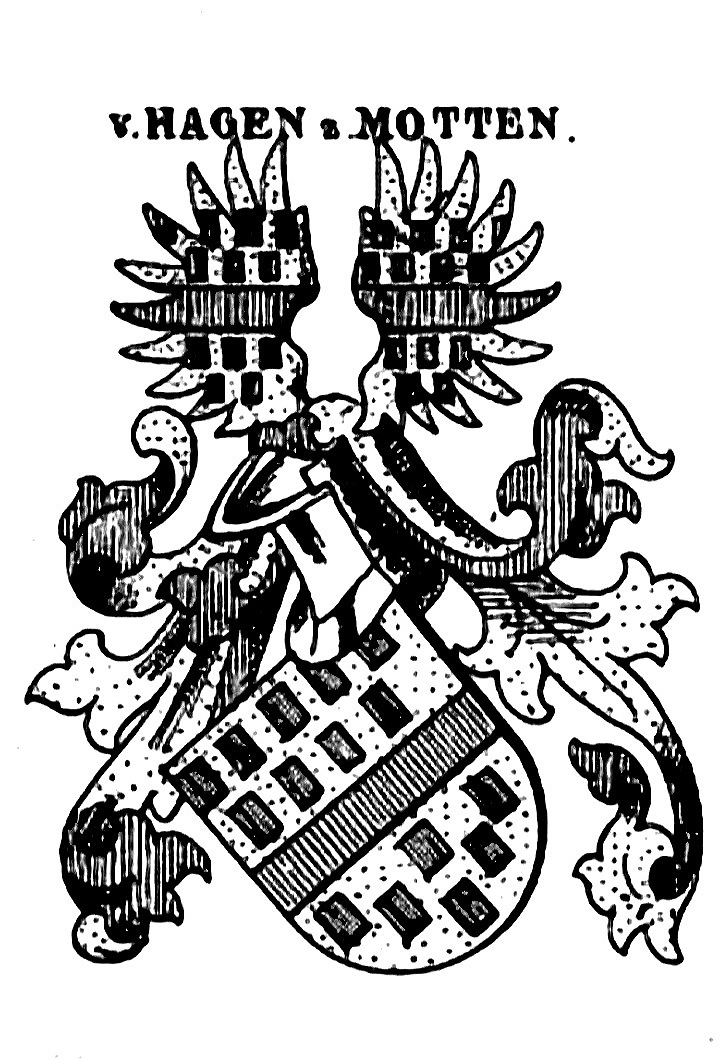
Familienwappen derer von Hagen zur Motten

Johann Nikolaus II. von Hagen zur Motten (* um 1600; † 4. Februar 1633 in Prag) war Komtur im Deutschen Orden und kaiserlicher Oberst.

## Leben

### Herkunft und Familie
Johann Nikolaus II. von Hagen entstammte dem Adelsgeschlecht Hagen zur Motten, das seinen Stammsitz seit 1300 auf dem Schloss La Motte hatte. Er war der Sohn des nassauischen Amtmanns Philipp Daniel von Hagen (1565–1633) und dessen Ehefrau Anna Brömser von Rüdesheim (1567–1614).

### Wirken
Am 9. Februar 1624 trat er in den Deutschen Orden ein, legte am 15. Mai 1626 das  Treuegelöbnis ab und wurde als Komtur der Kommende St. Elisabeth in Saarbrücken eingeführt. Bevor er 1631 in den Dreißigjährigen Krieg eintrat, war er mit der Neuausmalung der Deutschherrenkapelle bzw. der Sanierung des Dachs dieser Kapelle beschäftigt. 

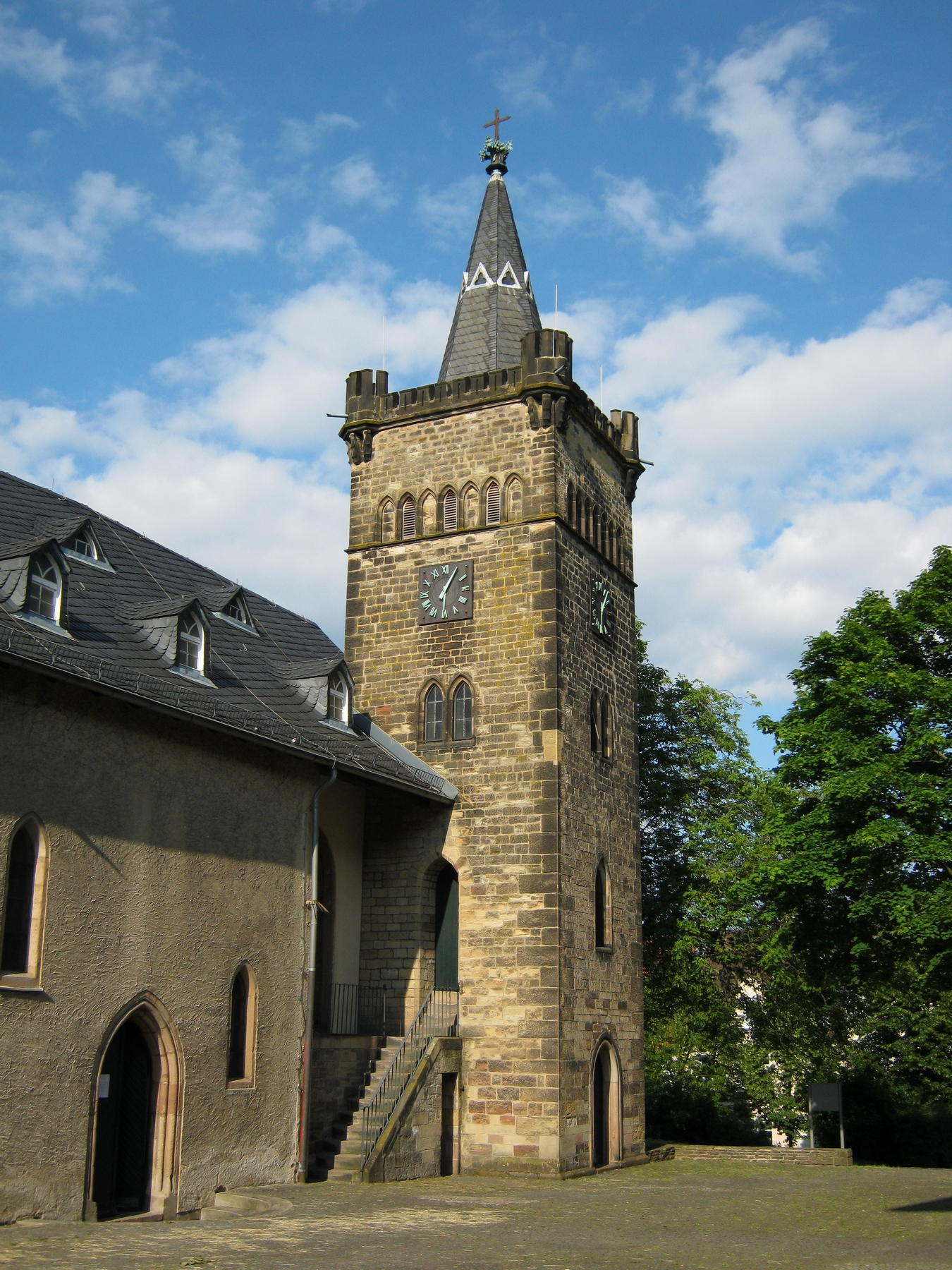
Kommende St. Elisabeth in Saarbrücken; Deutschherrenkapelle mit Turm von 1868

Er war in einem Regiment zur Mainzer Regionalverteidigung eingesetzt, als er 1632 zum kaiserlichen Obristen ernannt und Führer eines Arkebusierregimentes wurde. 
Am 16. November 1632 nahm er an der Schlacht bei Lützen teil. In diesen Kämpfen entging der Heerführer Wallenstein nur knapp einer Niederlage. Mit aller Härte ging er gegen seine Soldaten und Offiziere vor und ließ sie wegen Feigheit verurteilen. 
Unter seinem Vorsitz fand gegen von Hagen am 21. Januar 1633 der Prozess wegen angeblicher Fahnenflucht statt. Er wurde zum Tode durch Enthauptung verurteilt. 
Der Mainzer Erzbischof Anselm Casimir Wambolt von Umstadt hatte sich vergeblich beim Heerführer für seinen Neffen von Hagen eingesetzt. 
Auch der Hochmeister des Deutschen Ordens, Johann Kaspar von Stadion, setzte sich vergeblich für von Hagen ein.
Führende Offiziere versuchten Wallenstein zu beschwichtigen. Ohne Erfolg.
Am 14. Februar 1633 wurden dreizehn Offiziere und fünf Reiter mit dem Schwert hingerichtet.